# NGC 1292
NGC 1292 este o emission-line galaxy⁠(d) situată în constelația Cuptorul. A fost descoperită în noiembrie 1885 de către Edward Emerson Barnard. Se află la o distanță de 18,88 megaparseci de Pământ.